# Birger Jansen
Birger «Bigga» Jansen (Bærum, 7 de enero de 1948-Oslo, 7 de noviembre de 2016), fue un deportista noruego que fue campeón del mundo y de Europa en vela y jugador profesional de hockey sobre hielo.

## Vela
Jansen ganó el Memorial Id Crook en 1996 al poco de pasar a la categoría de veterano (mayores de 45 años), y fue segundo en 2000, y tercero en 2010.
También ganó el Campeonato de Europa de la clase Snipe en 2000, y fue tercero en el mundial de 1991.
A nivel nacional, ganó un total de 45 medallas en campeonatos noruegos en cuatro diferentes clases de embarcaciones (Optimist, OK, Finn y Soling).
Como dirigentes deportivo, fue capitán de la flota Snipe número 195 y comodoro de la SCIRA en 2002.

## Hockey sobre hielo
Formó parte de la Selección de hockey sobre hielo de Noruega y participó con su selección en los Juegos Olímpicos de Sapporo 1972.
Como jugador profesional formó parte del Jar IL y del IF Frisk Asker.